# Alpha (The X-Files)
«Alpha» es el decimosexto episodio de la sexta temporada de la serie de televisión de ciencia ficción The X-Files. Se estrenó en la cadena Fox el 28 de marzo de 1999 en Estados Unidos. El episodio fue escrito por Jeffrey Bell y dirigido por Peter Markle. El episodio es una historia del «monstruo de la semana», desconectada de la amplia mitología de la serie. «Alpha» obtuvo una calificación doméstica Nielsen de 10,1 y fue visto por 17,7 millones de personas en su emisión inicial. El episodio recibió críticas en su mayoría negativas de los críticos.
El programa se centra en los agentes especiales del FBI Fox Mulder (David Duchovny) y Dana Scully (Gillian Anderson) que trabajan en casos vinculados a lo paranormal, llamados expedientes X. Mulder cree en lo paranormal, mientras que a la escéptica Scully se le ha asignado la tarea de desacreditar su trabajo. En este episodio, Mulder y Scully investigan varios asesinatos atribuidos a un perro asiático llamado Wanshang Dhole, que se cree extinto. Mulder y Scully se unen a un sheriff obstinado, un cazador aparentemente excéntrico y un experto canino solitario para encontrarlo. Sin embargo, para el experto hay más misterio de lo que parece.
«Alpha» se basó en un único motivo: «Perros aterradores en la ciudad», escrito por Jeffrey Bell en una tarjeta. El episodio pasó por varios borradores antes de estar listo justo antes de que comenzara la filmación. Varias de las escenas que muestran el carguero chino se crearon mediante tecnología digital o mediante la combinación de pinturas mate y metraje filmado real.

## Argumento
En un carguero en el Pacífico Sur, dos hombres chinos inspeccionan una caja con un animal dentro. Cuando el barco llega al puerto de Los Ángeles, las autoridades encuentran a los dos hombres muertos por mordeduras feroces dentro de la caja cerrada y al animal desaparecido. Después de que Fox Mulder (David Duchovny) recibe la noticia del ataque de la misteriosa Karin Berquist (Melinda Culea), una experta en comportamiento canino, él y Dana Scully (Gillian Anderson) van a investigar el incidente en el barco con la ayuda del oficial de San Pedro Jeffrey Cahn (Thomas F. Duffy). Mientras tanto, en Bellflower, California, un hombre escucha a su perro ladrar en el patio trasero y lo deja entrar a la casa. Oye a otro perro en su patio trasero y lo ahuyenta. Después de regresar a su casa, encuentra a su mascota muerta y es atacado por el otro perro, una criatura parecida a un lobo con ojos rojos brillantes.
Mulder y Scully llegan al puerto y hablan con el hombre que importó el perro, el Dr. Ian Detweiler (Andrew Robinson), un criptozoólogo. Detweiler dice que el perro es un dhole Wanshang, una especie que se cree extinta. Los dos agentes pronto reciben noticias del otro ataque y, después de investigar, Mulder cree que el dhole tiene inteligencia casi humana. Mulder y Scully visitan a Berquist, quien les dice que la especie que buscan está extinta. Mientras tanto, un cazador de perros persigue a un perro callejero por un almacén cuando un hombre entra al edificio. Rápidamente se transforma en el dhole asesino y ataca al cazador de perros. Mulder y Scully llegan al lugar, seguidos por Berquist, quien encuentra una huella con cinco dedos.
Más tarde esa noche, Detweiler llega al consultorio del veterinario para recibir tranquilizantes. El veterinario va al área de la perrera de la oficina y es atacado por el dhole, pero puede escapar y cerrar la puerta de la perrera detrás de él. Los cazadores de perros llegan y abren fuego, pero el animal caído resulta ser un San Bernardo llevado allí por su dueño. Mientras el veterinario intenta operar al herido San Bernardo, Scully llega y escucha gritos provenientes de las perreras, donde descubre que el veterinario ha sido atacado. Después de que Scully se va, el San Bernardo herido en la mesa de operaciones se transforma en el dhole, revelando que puede imitar cualquier forma.
Scully comienza a cuestionar los motivos de Berquist, señalando que ella fue la razón por la que Mulder decidió tomar esta investigación. Mulder, sin embargo, comienza a sospechar de Detweiler después de enterarse de que había estado en la oficina del veterinario; Mulder cree que él es el dhole y se tranquiliza en un intento de dejar de matar. Mulder le pide a Cahn que se enfrente a Detweiler, pero Cahn es atacado y gravemente herido por el dhole y trasladado al hospital. Mulder visita a Berquist y le dice que cree que ella no ha sido honesta con él. Berquist revela que sospechó de Detweiler por primera vez cuando lo vio. Ella también dice que intentará acabar con Cahn. Mulder le dice preocupado a Scully, quien se mantiene escéptica.
Más tarde, Berquist escucha algo en el bosque mientras cierra con llave una de las perreras exteriores de su casa. Sube las escaleras para recuperar una pistola tranquilizante, pero cuando Detweiler, disfrazado de dhole, entra a su habitación para atacarla, deja la pistola a un lado y desafía al dhole. Él ataca, haciendo que ambos caigan por la ventana detrás de ella. Mulder y Scully llegan y encuentran los cuerpos de Detweiler y Berquist, el primero empalado en una cerca. De vuelta en la oficina, Mulder recibe un paquete de Berquist; es su cartel «Quiero creer», que reemplaza el que perdió en el incendio y que vio por última vez colgado en la pared de la oficina de su casa.

## Producción

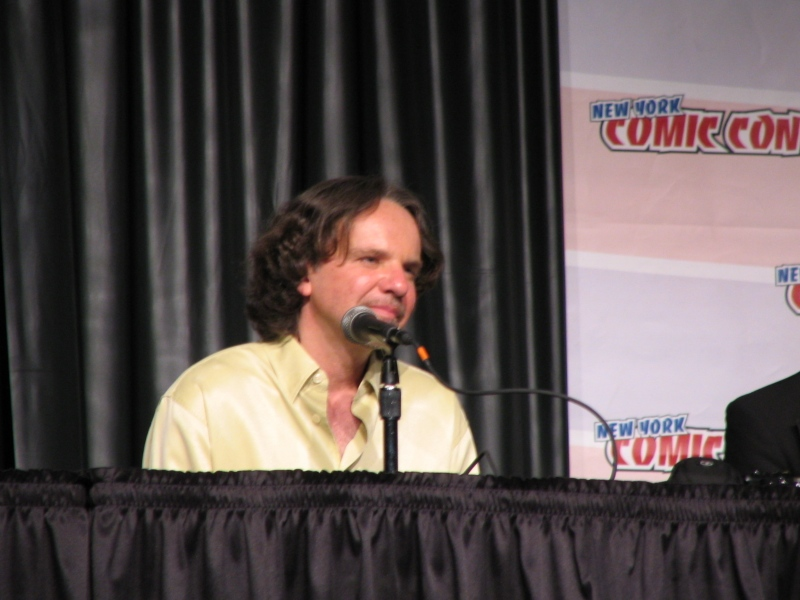
El productor Frank Spotnitz propuso la idea de que Mulder y Berquist se sintieran atraídos el uno por el otro.

### Escritura
«Alpha» fue escrito por Jeffrey Bell después de ver una jauría de perros salvajes. Explicó: «Nadie posee perros [salvajes]», señaló, «sin embargo, estos perros de alguna manera sobreviven». Poco después, Bell presentó una idea sobre «perros aterradores en la ciudad» al equipo de redacción de The X-Files, y fue elegida para entrar en producción. Inicialmente, la historia iba a ser una «inversión» de la película de 1963 The Incredible Journey, que presentaba «una familia desesperada [que] se muda tres mil millas para alejarse de su mascota asesina, que los espera en su nueva casa, realmente enojada». La historia luego se transformó en una en la que un niño liberaba su ira a través de los perros en un refugio de animales local, que funcionaba como una manifestación del ello del niño. Bell descartó ambas ideas porque carecían de «imágenes realmente interesantes».
Después de descartar dos borradores, Bell pidió ayuda al productor Frank Spotnitz. Spotnitz sugirió que el principal antagonista podría ser un perro que se escapa de un barco y se lanza a matar. Spotnitz también propuso que Mulder y Berquist desarrollaran un cuasi-romance antes de que esta última muera al final del episodio. Bell comenzó a escribir el guion el 2 de enero de 1999, apenas tres semanas antes de que comenzara la preproducción.

### Reparto y rodaje
Docenas de perros entrenados fueron audicionados para interpretar el papel del Wanshang Dhole, un proceso que el productor ejecutivo Michael Watkins llamó más tarde «una pesadilla». Finalmente, los productores seleccionaron tres híbridos de lobo Malamute. El director de casting Rick Millikan señaló que audicionó a «muchas, muchas mujeres» para el papel de Karin Berquist. Melinda Culea, la esposa de Peter Markle, quien dirigió este episodio, fue elegida más tarde para el papel. Aunque Culea fue elegida porque estaba afiliada a Markle, la mayoría del elenco y el equipo «consideró que [ella] había hecho un buen trabajo». Dos actores inmigrantes que hablan chino cantonés fueron elegidos para interpretar los papeles de Woo y Yee, los marineros que son asesinados por el Wanshang Dhole al comienzo del episodio.
Debido a que el programa se desarrolló con un presupuesto estricto, las tomas del carguero chino se crearon casi en su totalidad utilizando tecnología digital. Para la escena inicial, se superpuso una pintura mate de un carguero, basada en un modelo de juguete, sobre una película de un tramo vacío del océano. Se crearon varias escenas del barco en el puerto filmando un puerto vacío y luego superponiendo un barco en posproducción. Para las escenas de ataque, el supervisor de maquillaje de efectos especiales, John Vulich, creó una garganta de látex falsa que podía ser mordida por el Wanshang Dhole.

### Final alternativo
En el DVD de la sexta temporada, se incluye un final alternativo de «Alpha». En esta versión, Mulder recibe el cartel «I Want to Believe» de Berquist y lo cuelga en la pared. Luego, la escena muestra al oficial Cahn que se está recuperando en una cama de hospital. Cuando la enfermera que lo atiende cierra las cortinas a su alrededor, sus ojos se ponen rojos, insinuando que ahora posee las habilidades de transformación del Wanshang Dhole.

## Recepción
«Alpha» se emitió por primera vez en los Estados Unidos el 28 de marzo de 1999. Este episodio obtuvo una calificación Nielsen de 10,1, con una participación de 15, lo que significa que aproximadamente el 10,1 por ciento de todos los hogares equipados con televisión y el 15 por ciento de los hogares viendo televisión, sintonizaron el episodio. Fue visto por 17,7 millones de espectadores. Fox promocionó el episodio con el lema «Siéntate. Quédate. Mata».
La recepción crítica del episodio fue mayoritariamente negativa. Zack Handlen de The A.V. Club le otorgó al episodio una «C» y lo calificó como una «parte de televisión confusa y tibia que nunca parece saber realmente qué historia está tratando de contar». Señaló que, si bien el episodio se basa en una claramente «estructura antigua» que se remonta a temporadas anteriores del programa, la trama se vuelve predecible rápidamente. Sin embargo, en última instancia, concluyó que el episodio está comprometido por su historia, que «habría sido un fracaso incluso si se hubiera emitido en 1993». Sin embargo, felicitó al personaje de Karin Berquist, pero deseó que el episodio se hubiera centrado más en la relación entre ella y Mulder. Robert Shearman y Lars Pearson, en su libro Wanting to Believe: A Critical Guide to The X-Files, Millennium & The Lone Gunmen, calificaron el episodio con una estrella sobre cinco, y señalaron que «no importa cuán buenos sean los efectos, hay un límite en la cantidad de veces que un perro con ojos rojos brillantes se abalanza sobre un humano puede ser interesante». Los dos también criticaron la conexión romántica entre Mulder y Karin Berquist, calificando la trama secundaria como «un intento de inculcar un poco de emoción en esta historia repetitiva y formulada [que] fracasa por completo».
Paula Vitaris de Cinefantastique le dio al episodio una crítica negativa y le otorgó una estrella y media sobre cuatro. Vitaris llamó al episodio un «episodio común y corriente del monstruo de la semana» y señaló que David Duchovny y Gillian Anderson tenían «muy poca energía». Además, señaló que varios de los personajes secundarios estaban sólo en la trama «para ser asesinados, nada más». Cyriaque Lamar de i09 etiquetó sarcásticamente al dhole como «El San Bernardo lobo» y llamó al episodio uno de «Los 10 monstruos más ridículos de X-Files».
Sin embargo, no todas las críticas fueron negativas. Tom Kessenich, en su libro Examinations: An Unauthorized Look at Seasons 6–9 of the X-Files le dio al episodio una crítica más positiva y escribió: «Quizás soy el único que siente la historia de amor poco convencional que encontré en el corazón de “Alpha”. Pero se acercó y me atrapó y lo encontré conmovedor, interesante y digno de análisis».